# Alexander Grigorjewitsch Demidow

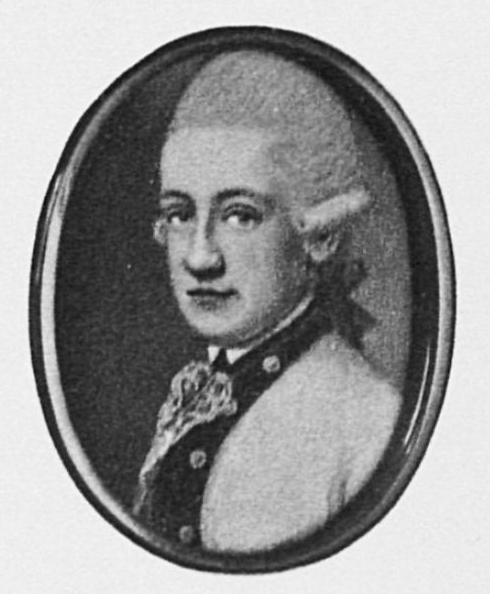
Alexander Grigorjewitsch Demidow

Alexander Grigorjewitsch Demidow (russisch Александр Григорьевич Демидов; * 2. Julijul. / 13. Juli 1737greg.; † 20. Februarjul. / 4. März 1803greg.) war ein russischer Unternehmer.

## Leben
Demidow aus der Demidow-Familie war der älteste Sohn Grigori Akinfijewitsch Demidows und Enkel Akinfi Nikititsch Demidows. Zusammen mit seinen Brüdern Pawel und Pjotr wurde er 1751 Student an der Universität Göttingen. Die Brüder mussten wöchentlich ihrem Vater brieflich Bericht erstatten. Der Aufenthalt in Göttingen war der Beginn der zehnjährigen Grand Tour der Brüder. Mit seinen Fremdsprachenkenntnissen betätigte sich Demidow als Übersetzer. So übersetzte er die deutsche Rede im Auditorium Maximum der Universität Göttingen zur Erinnerung an die glückliche Geburt des Großfürsten Pawel Petrowitsch.

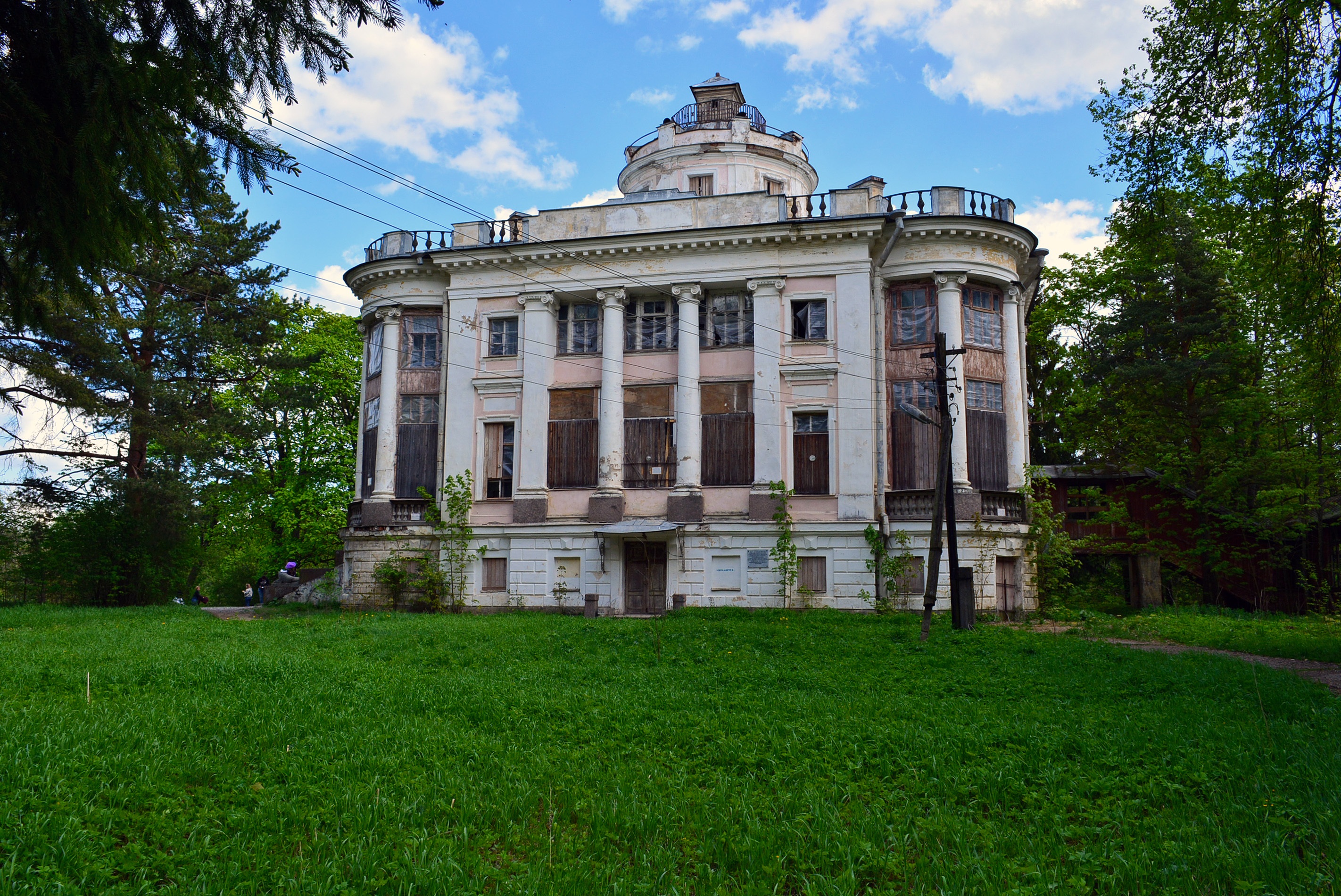
Demidow-Haus, Taizy, Gattschinski rajon

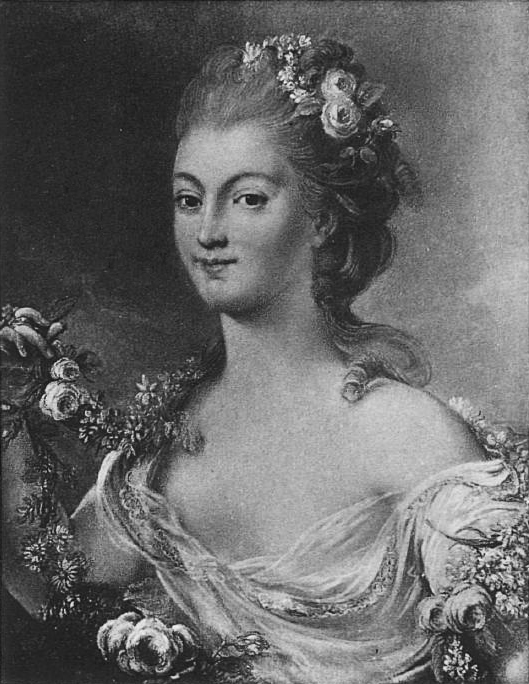
Praskowja Matwejewna Demidowa

Im September 1761 kehrten die Brüder nach Russland zurück. Zwei Monate später starb der Vater. Die drei Brüder erbten im Ural 4 Kupferhütten, 3 Eisenhütten, eine Saline, eine Gerberei, 10 Häuser in verschiedenen Städten und 9500 leibeigene Bauern und Arbeiter. Demidow erwarb in diesem Jahr den Taizy-Hof im jetzigen Gattschinski rajon, den ursprünglich Peter der Große dem Admiral Iwan Michailowitsch Golowin geschenkt hatte. Demidow ließ sich dort ein Herrenhaus von Iwan Jegorowitsch Starow bauen, der Natalja Grigorjewna Demidowa geheiratet hatte. Im Januar 1765 heiratete Demidow Praskowja Matwejewna Olssufjewa (1730–1813). In der Ehe wurden zwei Töchter und zwei Söhne geboren.
1765 einigten sich die drei Brüder auf eine wirtschaftlich vernünftige gleichmäßige Aufteilung des Erbes. Da Pawel Demidow an der Unternehmertätigkeit nicht interessiert war, verkaufte er 1767 seinen Teil an seine Brüder. Alexander Demidow betätigte sich als erfolgreicher Unternehmer. Er modernisierte und erweiterte seine Betriebe, legte neue an und vergrößerte stetig seinen Land- und Waldbesitz. Demidow war Staatsrat (5. Rangklasse) und beteiligte sich 1767–1769 an der Arbeit der Kommission zur Systematisierung der Gesetzgebung. 1774 wurde er mit Ukas Katharina II. zusammen mit seinen Brüdern Berater der Bergkommission. Während des Pugatschow-Aufstands wurden die Werke der Brüder ausgeplündert und zerstört. Im Januar 1774 besetzte ein Trupp Salawat Julajews das Suksunski-Werk und richtete einen Schaden von 100.000 Rubel an.
Demidow besaß in St. Petersburg eine Reihe von Häusern an einer Straße zur Moika. 1778 bebaute er ein Grundstück zwischen Moika und Katharinenkanal. Die dadurch gebildete Straße erhielt 1796 den Namen Demidow-Pereulok. 1798 wurde Demidow Herr des Dorfes Petrowskoje, in dem er auf eigene Kosten eine neue Steinkirche bauen ließ. Der Bau wurde 1805 von seinem Sohn Grigori fertiggestellt.
Demidow wurde wie dann auch seine Frau in St. Petersburg auf dem Lazarus-Friedhof am Alexander-Newski-Kloster begraben.